# Aslan (artiste)
Pour les articles homonymes, voir Aslan, Alain Gourdon et Gourdon.
Aslan, ou Alain Aslan, de son vrai nom Alain Aslan Gourdon, né à Bordeaux (Gironde) le 23 mai 1930 et mort le 11 février 2014 à Sainte-Adèle au Canada, est un peintre, illustrateur et sculpteur français. Il est surtout connu en France pour ses pin-up.
Son frère aîné, Michel, également illustrateur, a réalisé entre 1950 et 1978 la plupart des couvertures des romans policiers publiés aux Éditions Fleuve noir.

## Biographie
En 1941, à 11 ans, Alain Aslan Gourdon réalise la tête d'un vieillard en pierre avec des moyens de fortune, villa Mireille, à Lormont où il demeure. Cette réalisation va motiver son entrée aux beaux-arts de Bordeaux : en 1944, à 14 ans, il réussit le concours d'admission. En 1945, il obtient le premier prix de l'université en anatomie artistique. En 1946, il intègre l'École nationale supérieure des beaux-arts à Paris, bénéficiant d'une dispense d'âge grâce à l'intervention du peintre Jean-Gabriel Domergue. Cette même année, il rencontre celui qui deviendra son ami : le sculpteur César. En 1947, il est sélectionné après dix tentatives pour le concours de Rome dont le sujet imposé est Ariane abandonnée par Thésée, l’œuvre qu'il va créer sera un réel succès, il n'a que 17 ans.
En 1948, il réalise le buste de l'auteur dramatique René Bruyez. En 1949 il réalise d’après photo le buste de l'acteur André Antoine, de la comédie Française, mort en 1943.
Appelé sous les drapeaux en 1950, il réalise le buste du maréchal Jean de Lattre de Tassigny, qu'il présentera au salon des armées de 1952 et obtiendra le 1er prix du salon pour cette réalisation. En 1952, il est nommé peintre et sculpteur officiel de l'armée. Parallèlement, il dessine dans des livres pour enfants, tels que Pinocchio ou les contes de Perrault. Il réalise plusieurs couvertures de l'édition française du Journal de Tintin.
Il illustre aussi des affiches pour les Folies Bergère, le Crazy Horse, le Casino de Paris, l'Olympia, ou encore des pochettes de disques et des publicités. On lui doit par exemple l'illustration de la pochette de l'album de Joe Dassin enregistré en public lors de son passage à l'Olympia en 1974, représentant le chanteur dans son costume blanc, se tenant debout avec un chat persan à ses pieds.
En 1968, Aslan sculpte Brigitte Bardot en Marianne. Ce buste, édité par l'Atelier de moulage de la Réunion des musées nationaux, a été vendu à plus de 20 000 exemplaires à ce jour. Il s'agit du premier buste diffusé du vivant de son auteur par l'Atelier de moulage de la Rmn-GP (aussi connu comme l'atelier moulage du Musée du Louvre où il résida jusqu'en de 1794 à 1928). En 1978, Aslan sculpte la chanteuse Mireille Mathieu en Marianne. Le buste est également édité par la Réunion des musées nationaux. Par la suite l'œuvre est tirée en Marianne d'Or, prix destiné aux maires qui s'occupent bien de leur ville. Un pin's de Mireille en Marianne est offert à tous les maires de France.
De 1963 à 1981, Aslan réalise les célèbres pin-up du magazine Lui. En 1969, James Warren lui demande de dessiner la couverture du premier numéro du magazine de bande dessinée Vampirella. Cependant, Warren préfère abandonner ce projet et demande une autre couverture (qui sera celle choisie) à Frank Frazetta.
En 1971, il réalise le buste du général de Gaulle en trois hauteurs différentes (60 cm, 30 cm et 15 cm). En 1986, il exécute le buste du comédien Alain Delon, ainsi que son portrait qu'il peint sur un véhicule 4x4 participant au rallye Paris-Dakar (pour la promotion des parfums Alain Delon). En 1987, il réalise la statue en pierre de la chanteuse Dalida pour sa tombe au cimetière de Montmartre, et en 1997 son buste en bronze pour la place Dalida, également à Montmartre.
Il illustre les ouvrages suivants parus dans la collection La Bibliothèque rose :
- Les contes, par Charles Perrault, 1959.
- Les aventures de Pinocchio, par Carlo Collodi, 1960.
- Le plus beau chien du monde, par Thérèse Lenôtre, 1961.
- L'inconnu de Mimosette Plage, par Claude Cénac.1962.
- Les mésaventures de Jean-Paul Choppart, par Louis Desnoyers, 1962.
- La victoire de Korik, par Patricia Lynch, 1966.
- Les contes, par Hans Christian Andersen, 1966.
- Le Clan des Sept et l'homme de paille, par Enid Blyton, 1972.

Il illustre les ouvrages suivants parus dans la collection La Bibliothèque Verte :
- Romain Kalbris, par Hector Malot, 1965
- Signé : Alouette, par Pierre Véry, 1960
- La régate aux mystères, par Jean Merrien, 1965

Il est nommé commandeur des Arts et Lettres en 2003[réf. nécessaire].
En 2014, il décède d'un arrêt cardiaque à Sainte-Adèle (Québec, Canada) où il résidait depuis une vingtaine d'années.

## Œuvres

### Sculpture
|  |  |

## Publications
- 1971 : Le livre d'Aslan, éd. Valéry d'Amboise
- 1979 : Aslan, éd. Les Humanoides Associés
- 1984 : Pin up, éd. Carrère, Michel Lafon
- 2010 : Pin-up, éd. La Musardine